# 신덕평로
신덕평로(Sindeokpyeong-ro)는 전북특별자치도 완주군 구이면염암사거리에서 임실군 관촌면 관촌역사거리까지 연결하는 도로이다.

## 주요 경유지
전북특별자치도
- 완주군 (구이면) - 임실군 (신덕면 - 운암면 - 신평면 - 관촌면)

## 노선
| 이름         | 접속 노선 | 소재지                        | 소재지                      | 비고                    |
| ------------ | --------- | ----------------------------- | --------------------------- | ----------------------- |
| 염암사거리   | 구이로    | 완주군                        | 구이면                      |                         |
| 염암교       |           | 완주군                        | 구이면                      |                         |
| 염암고개     |           | 완주군                        | 구이면                      |                         |
|              | 임실군    | 신덕면                        |                             |                         |
| 삼길교       | 임실군    | 신덕면                        |                             |                         |
| 외량삼거리   | 임실군    | 신덕면                        | 지방도 제749호선 (국사봉로) | 지방도 제749호선과 중복 |
| 새터삼거리   | 임실군    | 상운로                        | 운암면                      | 지방도 제749호선과 중복 |
| 삼길삼거리   | 임실군    | 지방도 제749호선 (불재로)     | 신덕면                      | 지방도 제749호선과 중복 |
| 원천 교차로  | 임실군    | 지방도 제745호선 (석등슬치로) | 신평면                      |                         |
| 원천교       | 임실군    |                               | 신평면                      |                         |
| 상천 교차로  | 임실군    | 가덕로                        | 신평면                      |                         |
| 창인 교차로  | 임실군    | 창인로                        | 신평면                      |                         |
| 대리 교차로  | 임실군    | 대리로                        | 신평면                      |                         |
| 제2오원교    | 임실군    |                               | 관촌면                      |                         |
| 관촌역사거리 | 임실군    | 국도 제17호선 (춘양로)        | 관촌면                      |                         |

## 주요 건물 및 시설
- GS칼텍스 새희망주유소 (신덕평로 713/신흥리 411-1)
- 희망카센터 (신덕평로 719/신흥리 442)